# Victorious 3.0
Victorious 3.0: Even More Music from the Hit TV Show es el segundo y último EP y tercer álbum de banda sonora de la serie de televisión del mismo nombre de Nickelodeon. El EP se lanzó el 6 de noviembre de 2012, con un total de cinco temas, por Nickelodeon Records, en asociación con Columbia. La edición Zinepak de Walmart incluye dos temas extra.
L.A. Boyz se lanzó como sencillo promocional el 16 de octubre de 2012 y alcanzó el puesto número seis en la lista Billboard Kid Digital Song Sales de Estados Unidos. Victorious 3.0: Even More Music from the Hit TV Show alcanzó el puesto número 159 en la lista estadounidense «Billboard» 200 y entró en el top ten de las listas estadounidenses Kid Albums y Soundtrack Albums.

## Promoción y lanzamiento
La preventa de Victorious 3.0: Even More Music from the Hit TV Show se puso a disposición en iTunes el 16 de octubre de 2012, con el sencillo promocional L.A. Boyz lanzado ese mismo día. Dos días después, Nickelodeon estrenó un video musical de "L.A. Boyz", en el que aparecen Victoria Justice y Ariana Grande cantando la canción. Comercialmente, la canción alcanzó el puesto número seis en la lista estadounidense de Billboard Kid Digital Song Sales. Victorious 3.0: Even More Music from the Hit TV Show se lanzó oficialmente para descarga digital y streaming el 6 de noviembre de 2012. La edición ZinePak de Victorious 3.0: Even More Music from the Hit TV Show de Walmart incluye dos pistas adicionales.

## Música y letra
Victorious 3.0: Even More Music from the Hit TV Show comienza con «Here's 2 Us» y cuenta con la voz de Justice. Crystal Bell, de Celebuzz, describió la canción como un «himno adolescente optimista» con la letra: « Por no ganar nunca el primer puesto/Por llorar en tu cumpleaños/Por cada desengaño amoroso». La siguiente canción del EP, L.A. Boyz, es una canción de power pop, bubblegum pop y electro con una letra que aprecia la masculinidad de los hombres.  El EP pasa entonces a «Bad Boys», que cuenta con la voz de Justice.
La siguiente canción, «You Don't Know Me», está interpretada por Elizabeth Gillies.  Musicalmente, se describe como una balada pop y rock. La edición estándar termina con «Faster Than Boyz», que cuenta con la voz de Justice.  La letra de la canción trata sobre una chica que rechaza a un chico que está interesado en ella. La edición Walmart ZinePak del álbum incluye las canciones extra «Cheer Me Up», con la voz de Justice, y «365 Days», con la voz de Leon Thomas III.

## Recepción
Bell describió las canciones del EP como «las favoritas» de los fans. La página web conjunta de Bop & Tiger Beat le dio a Victorious 3.0: Even More Music from the Hit TV Show una crítica positiva, afirmando que estaban «disfrutando» de las «increíbles canciones» del EP. Wendy Michaels, de Cambio, comentó que, aunque “Victorious” había terminado, los fans «al menos tendrían las bandas sonoras de la serie para escuchar». Alexandra Daluisio, que escribe para Teen.com, comentó que «estamos deseando tener el CD en nuestras manos».

### Rendimiento comercial
En términos comerciales, Victorious 3.0: Even More Music from the Hit TV Show debutó y alcanzó el puesto 159 en la lista estadounidense «Billboard» 200 con 3000 copias vendidas. También alcanzó el puesto 131 en la lista estadounidense Top Current Album Sales, el número diez en la lista estadounidense de bandas sonoras y el número seis en la lista estadounidense Kid Albums.

## Lista de canciones
| Standard edition |                     |                                                              |          |  |
| N.º              | Título              | Artist(s)                                                    | Duración |  |
| 1.               | «Here's 2 Us»       | Victorious cast featuring Victoria Justice                   | 3:21     |  |
| 2.               | «L.A. Boyz»         | Victorious cast featuring Victoria Justice and Ariana Grande | 2:59     |  |
| 3.               | «Bad Boys»          | Victorious cast featuring Victoria Justice                   | 3:17     |  |
| 4.               | «You Don't Know Me» | Victorious cast featuring Elizabeth Gillies                  | 2:53     |  |
| 5.               | «Faster Than Boyz»  | Victorious cast featuring Victoria Justice                   | 3:14     |  |
| 15:44            |                     |                                                              |          |  |

| Walmart ZinePak edition bonus tracks |               |                                            |          |  |
| N.º                                  | Título        | Artist(s)                                  | Duración |  |
| 6.                                   | «Cheer Me Up» | Victorious cast featuring Victoria Justice | 3:15     |  |
| 7.                                   | «365 Days»    | Victorious cast featuring Leon Thomas III  | 3:32     |  |
| 22:31                                |               |                                            |          |  |

## Charts
| Chart (2012)                             | Peak position |
| ---------------------------------------- | ------------- |
| Estados Unidos (Billboard 200)           | 159           |
| Estados Unidos US Kid Albums (Billboard) | 6             |
| Estados Unidos (Soundtrack Albums)       | 10            |

## Historial de Lanzamiento
| Región         | Fecha                  | Formato(s)                  | Edición         | Discográfica | Ref. |
| -------------- | ---------------------- | --------------------------- | --------------- | ------------ | ---- |
| Estados Unidos | 6 de noviembre de 2012 | Descarga digital, streaming | Standard        | Columbia     |      |
| Estados Unidos | 6 de noviembre de 2012 | CD                          | Walmart edition | Columbia     |      |